# Pseudonapomyza pollicicornis
Pseudonapomyza pollicicornis är en tvåvingeart som beskrevs av Zlobin 2002. Pseudonapomyza pollicicornis ingår i släktet Pseudonapomyza och familjen minerarflugor.
Artens utbredningsområde är Turkmenistan. Inga underarter finns listade i Catalogue of Life.